# ML-20 152mm榴弾砲
152mm榴弾砲M1937(ML-20)（ロシア語: 152-мм гаубица-пушка образца 1937 года (МЛ-20)）とは、ソビエト連邦が1937年に開発した榴弾砲であり、その長砲身と長射程、高仰角故にпушка-гаубица（曲射カノン砲、英語：Howitzer-gun）とも呼ばれる。

## 開発
ソビエト連邦の赤軍は、ロシア帝国時代に制式採用したM1910 152mmカノン砲の後継としての152mm砲を必要としていた。1930年代にはM1910の砲身を延長しマズルブレーキを取り付けるなどの改良を行ったM1910/30 152mmカノン砲を開発し、さらにはM1910/30の砲身をM1931 122mmカノン砲用に設計された新型の開脚式砲架に搭載したM1910/34 152mmカノン砲を開発した。
1937年、ソビエト連邦はより高仰角をとれる新型の砲架を開発し、M1910/34の砲身と駐退機をこれに搭載した新型砲をM1937 152mm榴弾砲(ML-20)として採用した。この新型砲架にM1931 122mmカノン砲の砲身と駐退復座機を搭載したのがA-19(M1931/37) 122mmカノン砲である。

## 概要

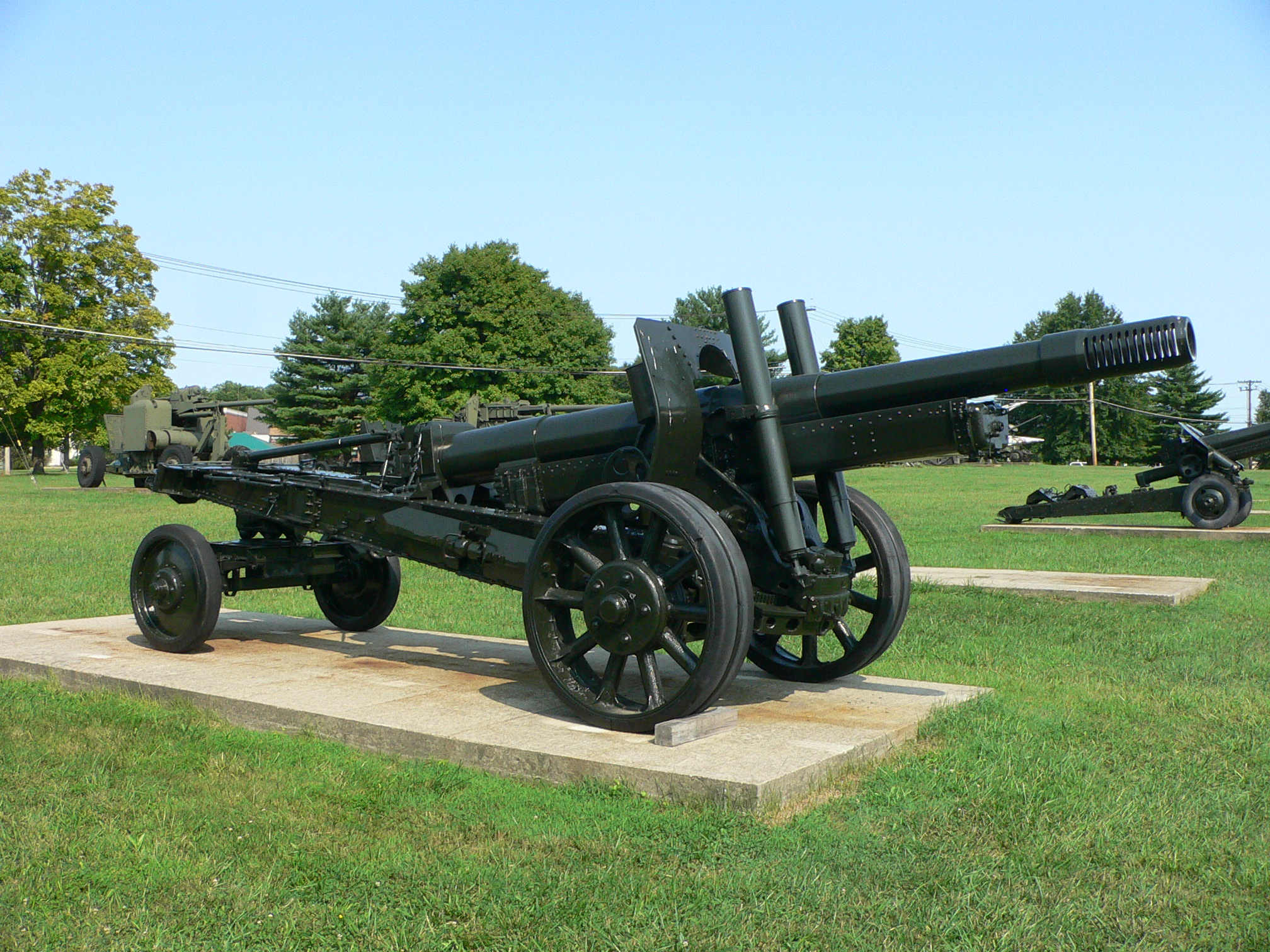
金属製スポーク転輪を装備した初期型のML-20。砲身は射撃後の後退位置で固定されている。
アバディーン戦車博物館

ML-20は薬莢を利用する薬莢砲である。砲撃時の反動を抑えるため、砲口にスリット多孔式のマズルブレーキを装備している。照準器には第二次大戦後の榴弾砲と同様に計算尺式の仰角算出装置が付属しており、距離や天候などに応じて最適な仰角を素早く算出できるようになっている。
砲身は牽引時に左右への進路変更の邪魔にならないよう、後座位置で固定する機能がある。砲架にはリーフスプリング式のサスペンションが装備され、より高速で支障なく牽引可能になっている。タイヤは初期型ではM1910/34と同じ金属製スポーク式転輪にゴムを張りつけたものであったが、早期に金属製ホイール付きのゴムタイヤに変更されている。

## 戦歴
ML-20はA-19 122mmカノン砲と共に軍司令部直属の砲兵連隊に配備され、主に遠距離からの火力支援や対砲兵・対要塞砲撃戦を任務とした。
1939年のノモンハン事件で初めて実戦投入され、長射程砲の少なかった大日本帝国陸軍および満州国陸軍の陣地や砲兵を砲撃戦にて圧倒し、ソ連・モンゴルの勝利に貢献した。同年の冬戦争と後の継続戦争にもマンネルハイム線の突破などに投入された。
1941年からの大祖国戦争ではほぼ全期を通じて活躍した。徹甲榴弾や対コンクリート榴弾を使用すれば、パンターやティーガーIも撃破することが出来たため、SU-152やISU-152の主砲としても重宝された。
第二次世界大戦後も10年ほど第一線部隊に配備されていたが、1956年には射程などの性能でほぼ同等ながらも2トン近く軽量化されたD-20 152mm榴弾砲の配備開始に伴い退役し、海外に供与された。

### ソ連以外における戦歴

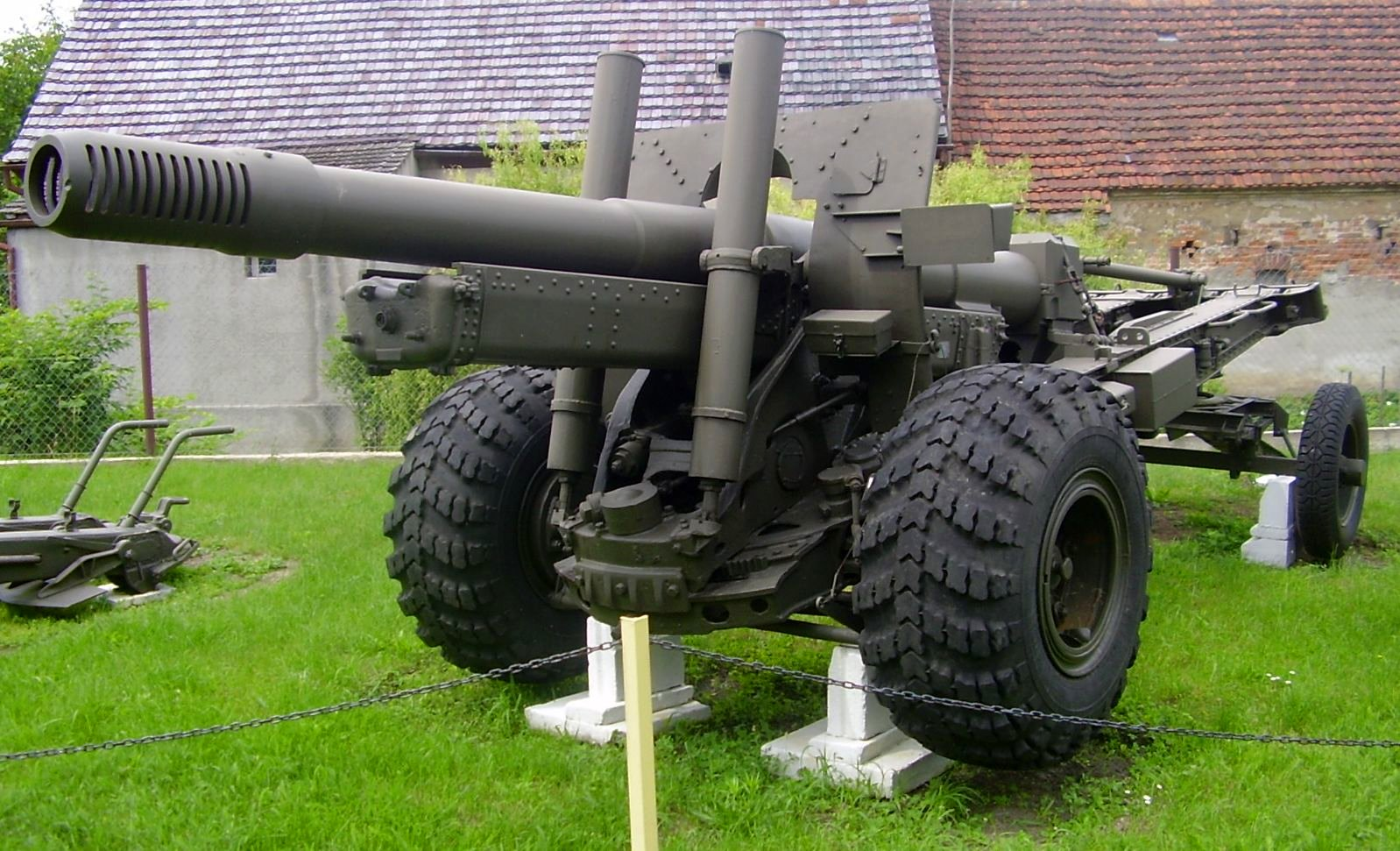
フィンランドが1988年に152 H 37.(ML-20)を改修した152 H 88-37。タイヤが幅広のものに換装されている。

ナチス・ドイツ軍はバルバロッサ作戦からモスクワの戦いの失敗までの間はソ連軍に対して圧倒的優位を保っており、ドイツ国防軍は兵器の不足を補う意味からも鹵獲した多数のML-20を15.2 cm KH.433/1(r)（ロシア製15.2cm 433/1型榴弾砲）として採用し、152mm砲弾の生産まで行って運用維持に努めた。
フィンランドもドイツが鹵獲したML-20を受領し、152 H 37.として採用したが、フィンランドにはML-20を牽引可能な車輌が無かったため沿岸砲として運用された。戦後もソ連からML-20を受領して運用を続け152 H 88-37に改修し、2007年になってようやく退役した。
この他にもワルシャワ条約機構加盟国や中東・アフリカ諸国、朝鮮民主主義人民共和国、共産党時代のアフガニスタンにも供与され、中東戦争などで運用された。